# Championnats du monde de semi-marathon 2018
Navigation
Championnats du monde 2016 Championnats du monde 2020
Les 23es championnats du monde de semi-marathon se déroulent le 24 mars 2018 à Valence, en Espagne.

## Hommes

### Podiums
| Épreuves            | Or                                                 | Argent                                                                     | Bronze                                           |
| ------------------- | -------------------------------------------------- | -------------------------------------------------------------------------- | ------------------------------------------------ |
| Course individuelle | Geoffrey Kipsang Kamworor 1 h 0 min 2 s (SB)       | Abraham Cheroben 1 h 0 min 22 s (SB)                                       | Aron Kifle 1 h 0 min 31 s (PB)                   |
| Par équipes         | Éthiopie Jemal Yimer Getaneh Molla Betesfa Getahun | Kenya Geoffrey Kipsang Kamworor Leonard Kiplimo Barsoton Barselius Kipyego | Bahreïn Abraham Cheroben Aweke Ayalew Albert Rop |

### Classement
| Rang               | Athlète                   | Pays           | Temps           | Notes |
| ------------------ | ------------------------- | -------------- | --------------- | ----- |
| Médaille d'or      | Geoffrey Kipsang Kamworor | Kenya          | 1 h 00 min 02 s | SB    |
| Médaille d'argent  | Abraham Naibei Cheroben   | Bahreïn        | 1 h 00 min 22 s | SB    |
| Médaille de bronze | Aron Kifle                | Érythrée       | 1 h 00 min 31 s | PB    |
| 4                  | Jemal Yimer               | Éthiopie       | 1 h 00 min 33 s |       |
| 5                  | Getaneh Molla             | Éthiopie       | 1 h 00 min 47 s | SB    |
| 6                  | Betesfa Getahun           | Éthiopie       | 1 h 00 min 54 s | PB    |
| 7                  | Amanuel Mesel             | Érythrée       | 1 h 00 min 58 s | SB    |
| 8                  | Julien Wanders            | Suisse         | 1 h 01 min 03 s |       |
| 9                  | Kaan Kigen Özbilen        | Turquie        | 1 h 01 min 05 s | SB    |
| 10                 | Leul Gebresilase          | Éthiopie       | 1 h 01 min 07 s | SB    |
| 11                 | Aweke Ayalew              | Bahreïn        | 1 h 01 min 09 s | PB    |
| 12                 | Leonard Kiplimo Barsoton  | Kenya          | 1 h 01 min 14 s | SB    |
| 13                 | Albert Rop                | Bahreïn        | 1 h 01 min 21 s | PB    |
| 14                 | Samuel Kiprono Chelanga   | États-Unis     | 1 h 01 min 23 s |       |
| 15                 | Barselius Kipyego         | Kenya          | 1 h 01 min 24 s | SB    |
| 16                 | Stephen Mokoka            | Afrique du Sud | 1 h 01 min 26 s | SB    |
| 17                 | Nguse Amlosom             | Érythrée       | 1 h 01 min 34 s | SB    |
| 18                 | Jorum Lumbasi Okombo      | Kenya          | 1 h 01 min 34 s |       |
| 19                 | Afewerki Berhane          | Érythrée       | 1 h 01 min 37 s | SB    |
| 20                 | Fred Musobo               | Ouganda        | 1 h 01 min 38 s | PB    |
| 21                 | El Hassan Elabbassi       | Bahreïn        | 1 h 01 min 41 s | SB    |
| 22                 | Koen Naert                | Belgique       | 1 h 01 min 42 s | PB    |
| 23                 | Jiksa Tolosa              | Éthiopie       | 1 h 01 min 50 s | PB    |
| 24                 | Suguru Osako              | Japon          | 1 h 01 min 56 s | SB    |
| 25                 | Abrar Osman               | Érythrée       | 1 h 02 min 05 s | SB    |
| 26                 | Felix Chemonges           | Ouganda        | 1 h 02 min 10 s | PB    |
| 27                 | Willy Canchanya           | Pérou          | 1 h 02 min 11 s | NR    |
| 28                 | Ayad Lamdassem            | Espagne        | 1 h 02 min 14 s | SB    |
| 29                 | Abdi Hakin Ulad           | Danemark       | 1 h 02 min 15 s | PB    |
| 30                 | Cameron Levins            | Canada         | 1 h 02 min 15 s | PB    |

## Femmes

### Podiums
| Épreuves            | Or                                                           | Argent                                                           | Bronze                                                         |
| ------------------- | ------------------------------------------------------------ | ---------------------------------------------------------------- | -------------------------------------------------------------- |
| Course individuelle | Netsanet Gudeta Kebede 1 h 6 min 11 s (PB)                   | Joyciline Jepkosgei 1 h 6 min 54 s                               | Pauline Kaveke Kamulu 1 h 6 min 56 s (PB)                      |
| Par équipes         | Éthiopie Netsanet Gudeta Kebede Zeineba Yimer Meseret Belete | Kenya Joyciline Jepkosgei Pauline Kaveke Kamulu Ruth Chepngetich | Bahreïn Eunice Chebichii Chumba Desi Mokonin Dalila Abdulkadir |

### Classement
| Rang               | Athlète                 | Pays           | Temps           | Notes   |
| ------------------ | ----------------------- | -------------- | --------------- | ------- |
| Médaille d'or      | Netsanet Gudeta Kebede  | Éthiopie       | 1 h 06 min 11 s | WR (wo) |
| Médaille d'argent  | Joyciline Jepkosgei     | Kenya          | 1 h 06 min 54 s |         |
| Médaille de bronze | Pauline Kaveke Kamulu   | Kenya          | 1 h 06 min 56 s | PB      |
| 4                  | Eunice Chebichii Chumba | Bahreïn        | 1 h 07 min 17 s | SB      |
| 5                  | Zeineba Yimer           | Éthiopie       | 1 h 08 min 07 s | PB      |
| 6                  | Meseret Belete          | Éthiopie       | 1 h 08 min 09 s | PB      |
| 7                  | Desi Mokonin            | Bahreïn        | 1 h 08 min 10 s | PB      |
| 8                  | Bekelech Gudeta         | Éthiopie       | 1 h 08 min 12 s | PB      |
| 9                  | Dalila Abdulkadir       | Bahreïn        | 1 h 08 min 12 s | PB      |
| 10                 | Shitaye Eshete          | Bahreïn        | 1 h 08 min 25 s | PB      |
| 11                 | Zinash Mekonnen         | Éthiopie       | 1 h 08 min 30 s | PB      |
| 12                 | Chemtai Lonah Salpeter  | Israël         | 1 h 08 min 58 s | NR      |
| 13                 | Ruth Chepngetich        | Kenya          | 1 h 09 min 12 s | SB      |
| 14                 | Rose Chelimo            | Bahreïn        | 1 h 10 min 20 s | SB      |
| 15                 | Ancuţa Bobocel          | Roumanie       | 1 h 10 min 21 s | PB      |
| 16                 | Fabienne Schlumpf       | Suisse         | 1 h 10 min 36 s | SB      |
| 17                 | Kaori Morita            | Japon          | 1 h 10 min 46 s |         |
| 18                 | Volha Mazuronak         | Biélorussie    | 1 h 10 min 57 s | NR      |
| 19                 | Mao Ichiyama            | Japon          | 1 h 11 min 02 s | SB      |
| 20                 | Dolshi Tesfu            | Érythrée       | 1 h 11 min 09 s | PB      |
| 21                 | Charlotte Purdue        | Royaume-Uni    | 1 h 11 min 21 s |         |
| 22                 | Deshun Zhang            | Chine          | 1 h 11 min 28 s | PB      |
| 23                 | Sinead Diver            | Australie      | 1 h 11 min 40 s | PB      |
| 24                 | Ellie Pashley           | Australie      | 1 h 11 min 43 s | PB      |
| 25                 | Nolene Conrad           | Afrique du Sud | 1 h 11 min 44 s | PB      |
| 26                 | Nazret Weldu            | Érythrée       | 1 h 11 min 45 s | SB      |
| 27                 | Emma Bates              | États-Unis     | 1 h 11 min 45 s | PB      |
| 28                 | Clémence Calvin         | France         | 1 h 11 min 51 s | SB      |
| 29                 | Gladys Tejeda           | Pérou          | 1 h 11 min 52 s | SB      |
| 30                 | Sasha Gollish           | Canada         | 1 h 11 min 52 s | SB      |